# Pantherophis
Pantherophis es un género de serpientes de la familia Colubridae. Sus especies se distribuyen por Norteamérica, excepto su extremo norte.

## Especies
Se reconocen las siguientes:
- Pantherophis alleghaniensis (Holbrook, 1836)
- Pantherophis bairdi (Yarrow, 1880)
- Pantherophis emoryi (Baird & Girard, 1853)
- Pantherophis guttatus (Linnaeus, 1766)
- Pantherophis obsoletus (Say, 1823)
- Pantherophis ramspotti Crother, White, Savage, Eckstut, Graham & Gardner, 2011
- Pantherophis slowinskii (Burbrink, 2002)
- Pantherophis spiloides (Duméril, Bibron & Duméril, 1854)
- Pantherophis vulpinus (Baird & Girard, 1853)